# 1996년 9월
| 1996년: 1월 · 2월 · 3월 · 4월 · 5월 · 6월 · 7월 · 8월 · 9월 · 10월 · 11월 · 12월 |

| <           | 1996년 9월 | 1996년 9월 | 1996년 9월 | 1996년 9월 | 1996년 9월  | >          |
| 일          | 월         | 화         | 수         | 목         | 금          | 토         |
| 1 7.19 신축 | 2 20 임인  | 3 21 계묘  | 4 22 갑진  | 5 23 을사  | 6 24 병오   | 7 25 정미  |
| 8 26 무신   | 9 27 기유  | 10 28 경술 | 11 29 신해 | 12 30 임자 | 13 8.1 계축 | 14 2 갑인  |
| 15 3 을묘   | 16 4 병진  | 17 5 정사  | 18 6 무오  | 19 7 기미  | 20 8 경신   | 21 9 신유  |
| 22 10 임술  | 23 11 계해 | 24 12 갑자 | 25 13 을축 | 26 14 병인 | 27 15 정묘  | 28 16 무진 |
| 29 17 기사  | 30 18 경오 |            |            |            |             |            |

| 편집하기 |

## 1996년9월 29일
- 지난 1994년 서울대학교에 95학번으로 합격한 학생들의 1학년 신입생 시절의 성적표가 유출되다.

## 1996년9월 24일
- 미국 연방 수사국(FBI), 한국계 미 해군정보장교 로버트 김 기밀유출혐의로 체포하다.

## 1996년9월 21일
- 국제원자력기구(IAEA)가 연례총회서 조선민주주의인민공화국에 IAFA의 전면 핵사찰 수용 촉구 결의문을 채택하다.

## 1996년9월 18일
- 강릉지역 무장공비 침투사건이 발생하다.

## 1996년9월 13일
- 제1회 부산국제영화제(PIFF)가 개막하다.

## 1996년9월 11일
- 서울 평화상 문화재단 , 제3회 서울평화상 수상자로 국경없는 의사회를 선정하다.

## 1996년9월 10일
- 국제 연합, 총회에서 모든 형태의 핵실험 금지를 목표로 한 포괄적 핵 실험 금지 조약(CTBT)안을 가결하다.

## 1996년9월 1일
- 일본 해상자위대 소속 군함 2척이 제2차 세계 대전 종전 후 처음으로 부산에 입항하다.